# Longford (Tasmanie)
Pour les articles homonymes, voir Longford.
 (mai 2018).
Si vous disposez d'ouvrages ou d'articles de référence ou si vous connaissez des sites web de qualité traitant du thème abordé ici, merci de compléter l'article en donnant les références utiles à sa vérifiabilité et en les liant à la section « Notes et références ».

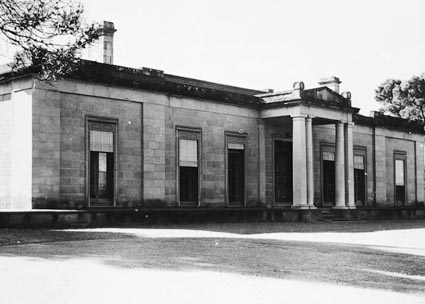
Panshanger près de Langford

Longford (2 800 habitants) est une ville du Nord-Est de la Tasmanie en Australie, à 25 km au sud de Launceston sur la Illawarra Road, une route reliant les "Bass Highway" et "Midlands Highways".
La ville fut créée en 1813 par des pionniers venus de l'Île Norfolk qui appelèrent la ville "Norfolk Plains". Son nom actuel vient de l'auberge "Longford Inn", construite en 1827 par Newman Williatt.
Entre 1953 et 1968, le circuit de Longford accueillit deux Grands Prix d'Australie, le championnat de Formule Tasmane, ainsi que plusieurs courses de voitures de tourismes et de motos.
À l'heure actuelle, c'est une ville touristique pour ses bâtiments anciens notamment "Brickendon" et "Woolmers" (transformé en hôtel restaurant), et un centre économique pour la région environnante.
Longford est entourée par les villes et localités de Launceston, Evandale et Cressy.